# Alexander Bryukhankov
Alexander Alexandrovich Bryukhankov (12 de abril de 1987) é um triatleta profissional russo.

## Carreira

### Rio 2016
Alexander Bryukhankov competiu na Rio 2016, não terminando.